# Katharina Treutler

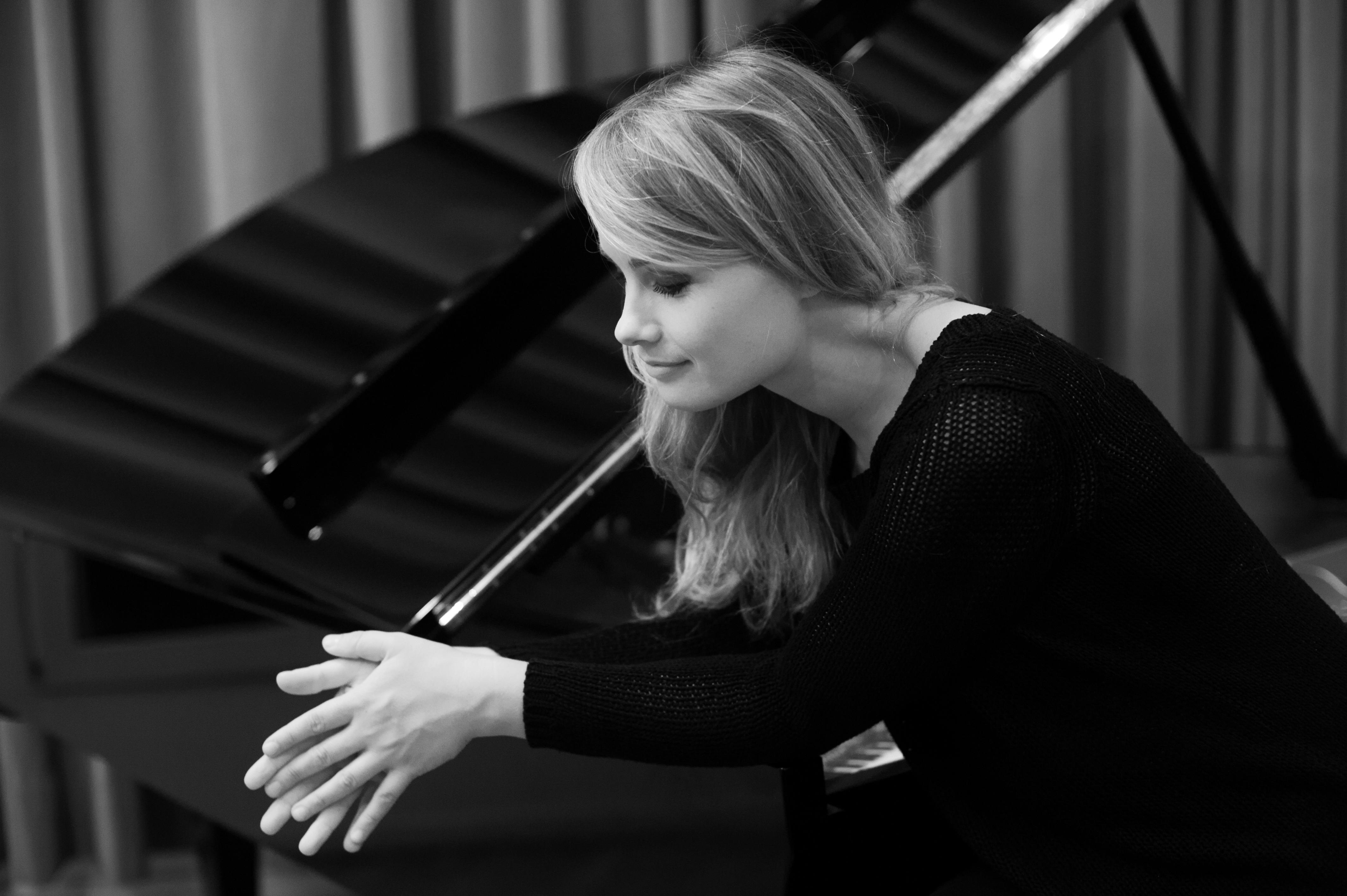
Katharina Treutler, 2016 (Conservatoire National Supérieur de
Musique et de Danse de Paris, Foto: Patrick Bontant)

Katharina Treutler (Nacida en Erfurt) es una pianista alemana.

## Biografía
Nacida en Erfurt, Katharina Treutler actúa en Europa, Asia y los Estados Unidos, en recitales y como solista con orquestas como la Orquesta de Sinfonía del Londres, la Orquesta de Sinfonía del San Francisco el Estocolmo Real Philharmonic Orquesta y el Tokyo Philharmonic Orquesta. Es ganadora de diversos concursos internacionales y estudió en Hanover, Tokyo, París, Madrid y Friburgo. Desde 2016 es docente en la Universidad de Música y Teatro Leipzig.
Entre sus profesores destacan Bernd Goetzke, Jacques Rouvier, Dmitri
Bashkirov y Eric le Sage.
Ha actuado en salas como el Concertgebouw Ámsterdam, el Bunka Kaikan Hall de Tokio y el Davies Symphony Hall de San Francisco.

## Publicaciones / Grabaciones
- 2010: Brahms, Concierto para Piano y Orquesta n.º 1 con la Orchester der Deutschen Kinderärzte:[16]
- 2013: Journal Frontiers in Human Neuroscience: "The influence of chronotype on making music: circadian fluctuations in pianists’ fine motor skills"[17]
- 2015: Final Symphony con la Orquesta de Sinfonía del Londres[18]